# Liste der Bodendenkmale in Tiste
In der Liste der Bodendenkmale in Tiste sind alle Bodendenkmale der niedersächsischen Gemeinde Tiste aufgelistet. Die Quelle ist der Denkmalatlas Niedersachsen. 
Der Stand der Liste ist der 1. Dezember 2024.
Allgemein

Tiste im Landkreis Rotenburg (Wümme)

In den Spalten finden sich folgende Informationen des Bodendenkmales:
Lagegeographische Koordinaten
BezeichnungBezeichnung lt. Denkmalatlas
BeschreibungBeschreibung lt. Denkmalatlas
IDObjekt-ID
BildBild, ggf. zusätzlich mit Link zu weiteren Fotos im Medienarchiv Wikimedia Commons.

## Tiste
| Lage                        | Bezeichnung                                   | Beschreibung | ID       | Bild |
| --------------------------- | --------------------------------------------- | --- | -------- | ---- |
| 53° 17′ 19″ N, 9° 31′ 24″ O | Tiste 27, Grabhügel                           | Der größere Teil des Hügels liegt unter dem Bahndamm. Unmittelbar nördlich davon war 1999 der Randbereich des Hügels noch mit 0,2 – 0,3 m H. sichtbar. Heute wegen des mit Schotter neu aufgebauten Dammes nicht erkennbar. | 28924710 | BW   |
| 53° 17′ 20″ N, 9° 31′ 27″ O | Tiste 28, Grabhügel                           | Ungefähr drei Viertel sind vom Bahndamm überdeckt. Etwa 3 m des nördlichen Bereiches sind mit ca. 0,7 – 0,8 m Höhe sichtbar und werden vom Bahngraben umlaufen. | 28924711 | BW   |
| 53° 17′ 2″ N, 9° 33′ 4″ O   | Tiste 53, Motte                               | Motte südlich der Oste in der Niederung, ursprünglich vermutlich in einer Flussschleife gelegen. Leicht erhöhtes Gelände von etwa 85 – 95 Meter Durchmesser, das ursprünglich von einem Wassergraben, der von der Oste gespeist wurde, umgeben war. Im Blatt 24 der Kurhannoverschen Landesaufnahme von 1769 ist der Burggraben noch eingezeichnet; er ist obertägig nicht mehr erkennbar. Im nördlichen Bereich liegt der Burghügel von etwa 14 × 18 Meter Größe und 1,7 Meter Höhe. Heute das in der ersten Hälfte des 19. Jh. belegte Schultesche Erbbegräbnis. Zur Burg ist nichts Genaueres überliefert. Wahrscheinlich wurde sie durch die von der Familie Schulte von der Lühe weiter südöstlich errichtete Burg im Bereich des heutigen Gutes Burgsittensen abgelöst. Im Jahre 1333 war sie offenbar schon nicht mehr bewohnt. Ursprünglich soll sie sich im Besitz der Gebrüder von Helvensen, dann des Ritters Marquard von Zesterfleth befunden haben. | 28924817 | BW   |
| 53° 16′ 51″ N, 9° 33′ 16″ O | Tiste 54, Befestigter Gutshof (Burgsittensen) | Die Lage der ursprünglichen Burg ist nicht genau bekannt. Sie wurde durch die Ministerialen Schulte von der Lühe, die Burgmänner auf der Horneburg waren, vermutlich in Nachfolge der älteren Motte gegründet. 1397 wird sie erstmals erwähnt. | 28924703 | BW   |